# Episodi di Dragon Ball Z (nona stagione)
La nona stagione della serie televisiva anime Dragon Ball Z si intitola Saga di Majin Bu 1 (魔人ブウ編①?, Majin Bū hen (ichi)) e comprende gli episodi dal 210 al 250. È prodotta da Toei Animation con regia di Daisuke Nishio, basata sul manga Dragon Ball di Akira Toriyama. Durante la venticinquesima edizione del Torneo Tenkaichi, Goku e i suoi compagni, riunitisi per l'occasione, vengono a conoscenza di una minaccia latente: il mago Babidy intende risvegliare il potente demone Majin Bu per conquistare l'universo. I guerrieri quindi si adoperano per ostacolare i piani del mago con l'aiuto dei Kaiohshin.
La stagione è andata in onda in Giappone su Fuji TV di mercoledì dal 15 dicembre 1993 al 14 dicembre 1994. L'edizione italiana è stata trasmessa in prima visione su Italia 1 tra il 30 novembre 2000 e il 1º febbraio 2001 dal lunedì al venerdì, con alcune variazioni nella programmazione.
Le sigle impiegate nell'edizione originale, entrambe di Hironobu Kageyama, sono We Gotta Power per l'apertura e Bokutachi wa tenshi datta per la chiusura, sostituite nel passaggio televisivo italiano dalla sigla unica What's My Destiny Dragon Ball, cantata da Giorgio Vanni.

## Lista episodi
| Nº  | Titolo italiano Giapponese 「Kanji」 - Rōmaji | In onda           | In onda          |
| Nº  | Titolo italiano Giapponese 「Kanji」 - Rōmaji | Giapponese        | Italiano         |
| 210 | Il torneo dei giovani 「ハンパじゃないぜ!!チビトランクス」 - Hanpa ja nai ze!! Chibi Torankusu | 15 dicembre 1993  | 30 novembre 2000 |
| 210 | Inizia il torneo degli under-15. |                   |                  |
| 211 | Goten contro Trunks 「ボクの出番だ!!悟天、緊張の第一戦」 - Boku no Deban Da!! Goten, Kinchō no Daiissen | 22 dicembre 1993  | 1º dicembre 2000 |
| 211 | Goten e Trunks arrivano in finale facilmente e si affrontano in un match appassionante. |                   |                  |
| 212 | Il campione degli under-15 「うれしさ百万倍!少年王者決定!!」 - Ureshisa Hyakumanbai! Shōnen Chanpion Kettei!! | 12 gennaio 1994   | 4 dicembre 2000  |
| 212 | Dopo avere disputato un incredibile incontro Goten esce sconfitto solo per poco, ma in cambio Trunks gli regalerà alcuni dei suoi giocattoli. Subito dopo Trunks deve affrontare Mr. Satan in un incontro per avere vinto il torneo. |                   |                  |
| 213 | Mr Satan è KO! 「どうするサタン!?史上最大のピンチ」 - Dō suru Satan!? Shijō Saidai no Pinchi | 19 gennaio 1994   | 5 dicembre 2000  |
| 213 | Trunks vince facilmente contro Mr. Satan e così finisce il torneo dei giovani. Successivamente Goten e Trunks decidono di partecipare al torneo degli adulti. I guerrieri Z, dopo avere pranzato, fanno il loro primo incontro con due misteriosi individui. |                   |                  |
| 214 | Estrazione delle coppie 「対戦相手決定!!早くやろうぜ一回戦」 - Taisen Aite Kettei!! Hayaku Yarō ze Ikkaisen | 26 gennaio 1994   | 6 dicembre 2000  |
| 214 | Vengono estratte le coppie dei lottatori che vede subito Goku contro Vegeta. Intanto Goten e Trunks si spacciano per un lottatore professionista di nome Mighty Mask. |                   |                  |
| 215 | Junior si ritira dal torneo 「どうしたピッコロ!!まさかの不戦敗」 - Dōshita Pikkoro!! Masaka no Fusenbai | 2 febbraio 1994   | 7 dicembre 2000  |
| 215 | Incomincia il torneo mondiale e Crilin riesce a superare il suo avversario, ma Piccolo, contro il misterioso combattente Shin, non riesce a combattere e si ritira. Subito dopo deve incominciare lo scontro tra Videl e Spopovitch. |                   |                  |
| 216 | L'invulnerabile Spopobitch 「不死身で不気味!?スポポビッチの謎」 - Fujimi de Bukimi!? Supopobitchi no Nazo | 9 febbraio 1994   | 8 dicembre 2000  |
| 216 | Piccolo scopre che il misterioso combattente Shin è in realtà una grande divinità, l'essere al di sopra delle quattro galassie e del grande maestro re Kaioh. Intanto è incominciato l'incontro tra Videl e Spopovitch. Videl sembra in vantaggio, ma dopo ogni attacco Spopovitch si rialza senza problemi. |                   |                  |
| 217 | La sconfitta di Videl 「ビーデル無残!!出るか怒りの超悟飯」 - Bīderu Muzan!! Deru ka Ikari no Sūpā Gohan | 16 febbraio 1994  | 11 dicembre 2000 |
| 217 | Videl subisce numerosi attacchi violenti da parte di Spopovitch. Alla fine di un combattimento con tanti colpi di scena viene sconfitta dall'uomo, calmato dal compagno Yamu. Gohan, colmo di rabbia, si trasforma in Super Saiyan sotto lo stupore di Videl e degli altri compagni di scuola. |                   |                  |
| 218 | La scoperta dell'identità di Great Sayaman 「バレちゃった!!サイヤマンは孫悟飯」 - Barechatta!! Saiyaman wa Son Gohan | 23 febbraio 1994  | 12 dicembre 2000 |
| 218 | Videl viene ricoverata in infermeria; Goku quindi si teletrasporta all'Obelisco di Karin per prendere alcuni fagioli magici per curare la ragazza. Nell'attesa Mr. Satan non si spiega la forza di Spopovitch, rammentandosi di quando nel torneo precedente lo aveva sconfitto egli stesso. Una volta portato il fagiolo magico Gohan si prepara ad affrontare Kibith senza travestimenti, in quanto ormai scoperto dagli amici di scuola, mentre dagli spalti il concorrente Shin rivela a Goku e agli altri di essere Kaiohshin dell'Est, la divinità al di sopra dei re Kaioh. |                   |                  |
| 219 | Un complotto contro Gohan 「うごめく陰謀!!悟飯の力が奪われた」 - Ugomeku Inbō!! Gohan no Pawā ga Ubawareta | 2 marzo 1994      | 13 dicembre 2000 |
| 219 | Gohan è fuori di sé e vuole vendicare Videl. Spopovitch e Yamu con un misterioso oggetto succhiano tutta l'energia di Gohan trasformato in Super Saiyan. |                   |                  |
| 220 | Il mago Babidi 「黒幕登場!!悪の魔導師バビディ」 - Kuromaku Tōjō!! Aku no Madōshi Babidi | 9 marzo 1994      | 14 dicembre 2000 |
| 220 | Spopovitch e Yamu, completata la loro missione, si dirigono verso l'astronave del terribile mago Babidy. A inseguirli ci sono Kaiohshin con Goku, Vegeta, Piccolo e Crilin; più indietro Kibith e Gohan. Yamu e Spopovitch atterrano, così Kaiohshin e il gruppo si nascondono dietro ad alcune rocce per osservare la situazione. Dall'astronave escono Babidy e Darbula. Yamu e Spopovitch consegnano l'energia al mago, che si dichiara soddisfatto e poi li fa uccidere. Goku e i suoi compagni sono colpiti dalla malvagità di quell'essere che elimina anche i suoi alleati. |                   |                  |
| 221 | Nella base di Babidi 「待ち受けるワナ!!魔界からの挑戦状」 - Machiukeru Wana!! Makai kara no Chōsenjō | 16 marzo 1994     | 15 dicembre 2000 |
| 221 | Babidy entra nell'astronave, mentre Darbula si accorge dei guerrieri Z, uccide Kibith e pietrifica Crilin e Piccolo con il suo sputo. Quindi attira i guerrieri all'interno dell'astronave, dove a ogni piano devono affrontare un avversario diverso. |                   |                  |
| 222 | Vegeta supera il primo ostacolo 「なめるな!!ベジータ怒りの初戦突破」 - Nameru na!! Bejīta Ikari no Hassen Toppa | 23 marzo 1994     | 18 dicembre 2000 |
| 222 | Vegeta affronta il guerriero presente al primo piano della navicella di Babidy. |                   |                  |
| 223 | Goku contro il mostro Yacon 「悟空パワー全開!!ブッ飛べヤコン」 - Gokū Pawā Zenkai!! Buttobe Yakon | 13 aprile 1994    | 20 dicembre 2000 |
| 223 | Goku sconfigge, anche lui con facilità, il mostro Yakon e Vegeta si accorge che anche lui ha oltrepassato il livello del Super Saiyan. |                   |                  |
| 224 | Tutti contro tutti 「大誤算!!サタンVS3人の超戦士!?」 - Daigosan!! Satan tai Sannin no Chōsenshi!? | 20 aprile 1994    | 22 dicembre 2000 |
| 224 | Dato che la maggior parte dei concorrenti ha abbandonato il torneo gli organizzatori decidono di creare un unico round in cui tutti i partecipanti rimasti si sfideranno. |                   |                  |
| 225 | C-18 contro Mighty Mask 「強いぜチビッコ!!18号大苦戦!?」 - Tsuyoi ze Chibikko!! Jūhachigō Daikusen!? | 27 aprile 1994    | 31 dicembre 2000 |
| 225 | C-18 affronta Mighty Mask, smascherando Goten e Trunks. |                   |                  |
| 226 | La battaglia al terzo livello 「たちはだかる魔王!出番だ悟飯!!」 - Tachihadakaru Maō! Deban da Gohan!! | 4 maggio 1994     | 1º gennaio 2001  |
| 226 | C-18 affronta Mr. Satan, ma non essendo interessata al titolo finge di farsi sconfiggere in cambio di venti milioni di zeny. Gohan comincia a combattere contro Darbula, il signore degli inferi. |                   |                  |
| 227 | Una scoperta pericolosa 「見つけられた邪心!!ダーブラの名案」 - Mitsukerareta Jashin!! Dābura no Meian | 18 maggio 1994    | 2 gennaio 2001   |
| 227 | Darbula, dopo essere stato sconfitto per un pelo da Gohan, si accorge che nel cuore di Vegeta alberga ancora la malvagità. |                   |                  |
| 228 | Il ritorno del principe distruttore Vegeta 「破壊王子ベジータ復活!!武闘会乱入」 - Hakai Ōji Bejīta Fukkatsu!! Butōkai Rannyū | 25 maggio 1994    | 3 gennaio 2001   |
| 228 | Darbula si ritira dal combattimento lasciando la vittoria a Gohan e Babidy usa la sua magia su Vegeta, facendolo diventare Majin Vegeta. |                   |                  |
| 229 | Nessuno può fermare Vegeta 「宿命の超対決!!激突 悟空 VS ベジータ」 - Shukumei no Chōtaiketsu!! Gekitotsu Gokū tai Bejīta | 15 giugno 1994    | 4 gennaio 2001   |
| 229 | Il perfido e malvagio Majin Vegeta, dopo avere ucciso altre persone nell'arena del torneo, riesce a convincere Goku a combattere contro di lui, mentre Kaiohshin e Gohan vanno da Darbula e Babidy. |                   |                  |
| 230 | L'incontro con Babidi e Darbula 「待ってろ バビディ!!野望は許さない」 - Mattero Babidi!! Yabō wa Yurusanai | 22 giugno 1994    | 5 gennaio 2001   |
| 230 | Goku e Majin Vegeta, trasformati in Super Saiyan II, combattono ferocemente, ma nessuno dei due sembra prevalere sull'altro. Gohan e Kaiohshin si incontrano con Babidy e Darbula. |                   |                  |
| 231 | Il sigillo si rompe 「解けた封印!出るぞ 凶悪魔人ブウ!!」 - Toketa Fūin! Deruzo Kyōaku Majin Bū!! | 29 giugno 1994    | 8 gennaio 2001   |
| 231 | Goku e Majin Vegeta continuano a combattere e la loro energia, trasferita al bozzolo in cui è Majin Bu, risveglia il mostro. Majin Vegeta rivela a Goku di essersi accorto con Yakon che nonostante i suoi allenamenti speciali la sua disparità di potenza con il suo acerrimo rivale non era variata. Così si è fatto possedere da Babidy in modo che accrescesse la sua potenza come con Yamu e Spopovitch e che allo stesso tempo risvegliasse la sua malvagità sopita. |                   |                  |
| 232 | Il terribile Majinbu 「復活させない!!抵抗のかめはめ波」 - Fukkatsu Sasenai!! Teikō no Kamehameha | 6 luglio 1994     | 9 gennaio 2001   |
| 232 | Gohan con potenti Kamehameha tenta di distruggere Majin Bu prima che esca dall'involucro. Il sigillo si apre ma da esso ne esce solo un fumo rosa. Poco dopo questo fumo in cielo si unifica e si forma Majin Bu, che viene subito riconosciuto da Kaiohshin. |                   |                  |
| 233 | Qual è il vero potere di Majinbu? 「絶望へ一直線!?嘆きの界王神」 - Zetsubō e Itchokusen!? Nageki no Kaiōshin | 13 luglio 1994    | 10 gennaio 2001  |
| 233 | Majin Bu ha una grande potenza e mette al tappeto Darbula con soli due colpi. Avvertendo l'aura del mostro Goku riesce a convincere lo spietato e violento Majin Vegeta a sospendere il combattimento, ma il principe dei Saiyan lo tramortisce alle spalle per andare da solo a distruggere Majin Bu. Quest'ultimo si prepara a colpire Kaiohshin e Gohan. |                   |                  |
| 234 | Majinbu è spaventoso 「魔人恐るべし!!悟飯に迫る死の恐怖」 - Majin Osoru Beshi!! Gohan ni Semaru Shi no Kyōfu | 27 luglio 1994    | 11 gennaio 2001  |
| 234 | Majin Bu dimostra di avere una velocità fuori dal comune, sconfiggendo molto facilmente Kaiohshin e poi mettendo in fin di vita Gohan, che però viene salvato dall'intervento di Kaiohshin. Goten e Trunks raggiungono il luogo, ma inavvertitamente distruggono la statua di Piccolo. Darbula si rialza e trafigge Bu con una lancia. |                   |                  |
| 235 | Vegeta si prepara al duello 「食べちゃうぞ!!腹ペコ魔人の超能力」 - Tabechau zo!! Harapeko Majin no Chōnōryoku | 3 agosto 1994     | 12 gennaio 2001  |
| 235 | Darbula colpisce più volte Majin Bu ma quest'ultimo si rialza illeso e lo trasforma in un biscotto mangiandoselo. Crilin e Piccolo quindi tornano normali e il namecciano si rigenera grazie ai suoi poteri. Majin Vegeta distrugge la navicella raggiungendo il luogo della battaglia e si appresta ad affrontare Majin Bu a costo della vita. |                   |                  |
| 236 | Vegeta contro Majinbu 「戦士の決意!!魔人はオレが始末する」 - Senshi no Ketsui!! Majin wa Ore ga Shimatsu suru | 17 agosto 1994    | 13 gennaio 2001  |
| 236 | Majin Vegeta affronta Majin Bu; inizialmente sembra essere in vantaggio, ma quest'ultimo rigenera le parti del proprio corpo dopo essere stato ferito, mostrando quindi di essere immortale. Majin Bu, arrabbiato per l'ultimo attacco, riesce a imprigionare Majin Vegeta in una morsa gommosa con una parte del suo corpo e inizia a colpirlo ferocemente. |                   |                  |
| 237 | Il cambiamento di Vegeta 「愛する者のために...ベジータ散る!!」 - Ai suru Mono no Tame ni... Bejīta Chiru!! | 24 agosto 1994    | 15 gennaio 2001  |
| 237 | Trunks e Goten intervengono in aiuto di Vegeta e lo liberano dalla morsa. Il principe dei Saiyan abbraccia per la prima volta suo figlio e poi gli fa perdere i sensi assieme a Goten, per farli portare via da Piccolo. Majin Vegeta, intuendo i poteri di Majin Bu, si sacrifica facendosi esplodere con la speranza di disintegrare per sempre il mostro in modo che non si rigeneri più. |                   |                  |
| 238 | L'incubo non ha fine 「悪夢ふたたび!生きていた魔人ブウ」 - Akumu Futatabi! Ikiteita Majin Bū | 31 agosto 1994    | 16 gennaio 2001  |
| 238 | Piccolo va ad esaminare il luogo dell'esplosione e di Majin Vegeta non c'è traccia, mentre Majin Bu si rigenera grazie ad alcuni piccoli frammenti rimasti integri. Guarisce Babidy con i suoi poteri e i due partono per la loro opera di distruzione. |                   |                  |
| 239 | Al palazzo del Supremo 「ビーデルたちの奮闘!探せ神龍球」 - Bīderutachi no Funtō! Sagase Doragon Bōru | 7 settembre 1994  | 17 gennaio 2001  |
| 239 | Piccolo porta Goten e Trunks al palazzo di Dio. Arriva anche Goku, che si fa curare le ferite del combattimento con Vegeta da Dende. Nel frattempo Yamcha, Bulma, Chichi, Videl, C-18 e sua figlia Marron vanno alla ricerca delle sfere per riportare in vita le persone uccise da Majin Vegeta. |                   |                  |
| 240 | Una nuova speranza di salvezza 「でっかい希望!!チビたちの新必殺技」 - Dekkai Kibō!! Chibitachi no Shin Hissatsu Waza | 21 settembre 1994 | 18 gennaio 2001  |
| 240 | Goku decide di insegnare a Goten e a Trunks la tecnica della fusione imparata nell'aldilà dai guerrieri di Metamor. Sono loro gli unici due guerrieri che possono salvare il pianeta. Bulma richiama il drago e riporta in vita le persone rimaste uccise in giornata eccetto i malvagi, riportando quindi in vita anche Kibith. Goku però la intercetta e manda via Shenron dopo il primo desiderio. |                   |                  |
| 241 | Majinbu ha fame! 「悟天 トランクス全世界に指名手配」 - Goten Torankusu Zensekai ni Shimei Tehai | 28 settembre 1994 | 19 gennaio 2001  |
| 241 | Kibith trova Kaiohshin e lo cura, dopodiché i due cercano Gohan e lo trasferiscono sul loro pianeta, in cui l'accesso non è permesso nemmeno al Gran Maestro re Kaioh. Intanto Goku informa Bulma e Chichi della morte di Vegeta e di Gohan (da loro creduto morto). Majin Bu, sotto ordine del mago, trasforma tutti gli abitanti di una città in caramelle che vengono poi divorate dal mostro; questo per mostrare un filmato ai terrestri per rintracciare Goten, Trunks e Piccolo.                                                                                            |                   |                  |
| 242 | La lezione comincia 「悟飯復活界王神の秘密兵器!?」 - Gohan Fukkatsu!! Kaiōshin no Himitsu Heiki!? | 12 ottobre 1994   | 22 gennaio 2001  |
| 242 | Dopo la distruzione della città Babidy riceve i nominativi da un organizzatore del torneo, ma non essendogli utili lo uccide. Intanto Gohan viene curato sul pianeta dei Kaiohshin per estrarre la Spada Z, un'arma che secondo la leggenda conferirebbe una potenza superiore a quella di Bu. Goku inizia a insegnare la tecnica della fusione ai due bambini, ma gli dice che devono avere un po' di pazienza prima di riuscirci perfettamente. |                   |                  |
| 243 | La leggendaria Spada Z 「抜けたァ〜!!伝説のゼットソード」 - Nuketā〜!! Densetsu no Zetto Sōdo | 19 ottobre 1994   | 23 gennaio 2001  |
| 243 | Gohan, sul pianeta dei Kaiohshin, con qualche difficoltà estrae la leggendaria Spada Z trasformandosi in Super Saiyan, ma fa fatica a brandirla in quanto troppo pesante. Nel frattempo Goku è alle prese con lo scetticismo di Goten e Trunks, che credono che Goku sia un vigliacco per non essere riuscito a salvare né Vegeta né Gohan. Tuttavia il nuovo intervento di Babidy, che fa distruggere un'altra popolazione a Majin Bu, convince i due bambini a iniziare le lezioni.                                                                                              |                   |                  |
| 244 | La Città dell'Ovest è in pericolo 「狙われた西の都!止まれ魔人ブウ!!」 - Nerawareta Nishi no Miyako! Tomare Majin Bū!! | 2 novembre 1994   | 24 gennaio 2001  |
| 244 | Goku spiega ai bambini che per fare la fusione è necessario che mantengano un'aura pari. L'opera di distruzione di Majin Bu e Babidy continua e il loro prossimo obiettivo è la Città dell'Ovest, sede della Capsule Corporation, poiché hanno scoperto l'abitazione di Trunks. Il figlio di Vegeta corre a recuperare il Dragon Radar, mentre Goku tenta di bloccare Majin Bu. |                   |                  |
| 245 | Il Super Sayan di terzo livello 「アッと驚く大変身!!超サイヤ人3」 - Atto Odoroku Daihenshin!! Sūpā Saiyajin Surī | 9 novembre 1994   | 25 gennaio 2001  |
| 245 | Goku annuncia che oltrepasserà ulteriormente il limite del Super Saiyan, così mostra tutte le trasformazioni a Bu per poi raggiungere il Super Saiyan 3, la cui forza spirituale raggiunge persino il pianeta di Kaiohshin. Goku ora può combattere contro Majin Bu alla pari. Intanto Trunks ha qualche problema a trovare il radar a casa dei nonni. |                   |                  |
| 246 | Majinbu si ribella 「バイバイ·バビディ!!魔人ブウ反逆」 - Bai Bai - Babidi!! Majin Bū Hangyaku | 16 novembre 1994  | 26 gennaio 2001  |
| 246 | Goku, trasformato in SSJ3, trafigge Majin Bu con una Kamehameha, ma quest'ultimo si rigenera, e gli rifila lo stesso colpo, mostrando quindi un acume in combattimento che gli permette di replicare le tecniche solo dopo averle viste. Goku interrompe la sua battaglia con Majin Bu, chiedendogli di pazientare solo tre giorni, dato che poi potrà confrontarsi con un avversario fortissimo. Majin Bu elimina Babidy, stufo dei suoi ordini. |                   |                  |
| 247 | Majinbu è scatenato 「メチャカッコ悪い!?特訓変身ポーズ」 - Mecha Kakko Warui!? Tokkun Henshin Pōzu | 23 novembre 1994  | 29 gennaio 2001  |
| 247 | Majin Bu, adesso senza gli ordini di Babidy, distrugge ogni cosa che si trovi sulla sua strada. Intanto Goku spiega che non ha voluto fare sul serio con Bu per lasciare il compito ai giovani. Inoltre per usare il SSJ3 ha prosciugato quasi tutto il suo tempo da trascorrere nel mondo dei vivi: gli rimangono trenta minuti. Il Saiyan inizia a insegnare la posa della fusione. |                   |                  |
| 248 | Goku torna nell'aldilà 「じゃあな みんな!!悟空あの世に帰る」 - Jā na Minna!! Gokū Ano Yo ni Kaeru | 30 novembre 1994  | 30 gennaio 2001  |
| 248 | Dopo avere insegnato la base della fusione ai due ragazzi Goku torna nell'aldilà, lasciando tutto nelle mani di Piccolo. Intanto Majin Bu si costruisce una casa in una città e continua con le sue scorribande assassine. |                   |                  |
| 249 | Trunks, Goten e Gohan si allenano 「悟飯はどこだ!?界王神界の猛特訓」 - Gohan wa Doko da!? Kaiōshinkai no Mōtokkun | 7 dicembre 1994   | 31 gennaio 2001  |
| 249 | Trunks e Goten si allenano continuando a imparare la tecnica della fusione sotto gli insegnamenti di Piccolo, mentre Gohan perfeziona il suo combattimento con la Spada Z. Goku viene a sapere del re Enma che suo figlio non è morto, così lo raggiunge sul pianeta dei Kaiohshin. Intanto Majin Bu, dopo avere decimato due terzi della Terra, incontra un bambino cieco e lo cura perché quest'ultimo non ha paura di lui. |                   |                  |
| 250 | La Spada Z si rompe! 「ウソだろ!?ゼットソードが折れちゃった」 - Uso daro!? Zetto Sōdo ga Orechatta | 14 dicembre 1994  | 1º febbraio 2001 |
| 250 | Facendo pratica Gohan rompe la Spada Z colpendo l'acciaio di Kacchin, e dall'arma esce Kaioshin il Sommo. Quest'ultimo spiega di essere stato rinchiuso nella Spada Z da un essere maligno e che per premiare Gohan effettuerà su di lui il rito di potenziamento, che però in totale dura venticinque ore. Intanto Trunks e Goten hanno imparato perfettamente la danza della fusione. |                   |                  |

## Home video
Gli episodi della nona stagione di Dragon Ball Z sono compresi nei dischi dal 36 al 43 dell'edizione in DVD giapponese, pubblicati il 18 settembre 2003 all'interno del secondo volume di Dragon Box Z hen e poi ad uscite individuali tra il 4 ottobre 2006 e il 10 gennaio 2007.
| N° | Data             | Episodi | Fonte  |
| -- | ---------------- | ------- | ------ |
| 36 | 4 ottobre 2006   | 208-213 | [ 8 ]  |
| 37 | 1º novembre 2006 | 214-219 | [ 9 ]  |
| 38 | 1º novembre 2006 | 220-225 | [ 10 ] |
| 39 | 1º novembre 2006 | 226-231 | [ 11 ] |
| 40 | 6 dicembre 2006  | 232-237 | [ 12 ] |
| 41 | 6 dicembre 2006  | 238-243 | [ 13 ] |
| 42 | 6 dicembre 2006  | 244-249 | [ 14 ] |
| 43 | 10 gennaio 2007  | 250-255 | [ 15 ] |